# Dodge Intrepid
De Dodge Intrepid was een ruime voorwielaangedreven sedan van het Amerikaanse automerk Dodge. Het model stond op Chryslers LH-platform, samen met verwante modellen als de Chrysler 300M en de Chrysler New Yorker. De Intrepid werd van 1993 tot 2004 verkocht en was in die periode het grootste model in Dodge' catalogus. In Canada werd het model als Chrysler Intrepid verkocht.

## Voorgeschiedenis
De ontwikkeling van een nieuwe geavanceerde wagen was al eind jaren 1980 begonnen. Na Chryslers overname van American Motors Corporation in 1987 werd de Eagle (Renault) Premier van AMC als basis genomen. Het flexibele platform kon zowel voor voor- (LH) als achterwielaandrijving (LX) dienen en was de ruggengraat van Chryslers gamma in de jaren 1990. Als motor was al voor een 3,3 liter 60° V6 gekozen. Rond 1990 werd beslist daaruit een nieuwe tweede motor te ontwikkelen, de 3,5 liter V6.

## Eerste generatie (1993-7)

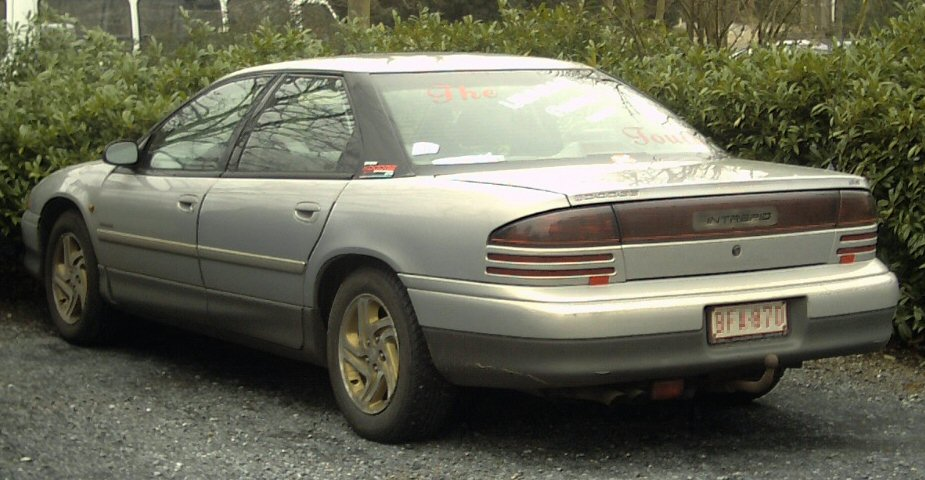
Dodge Intrepid uit 1993-7.

De eerste generatie van de LH-modellen werd in 1992 gelanceerd op het autosalon van Detroit. Drie modellen werden daar geïntroduceerd: de Chrysler Concorde, de Dodge Intrepid en de Eagle Vision. De Intrepid verscheen in twee niveaus: het basismodel en de sportievere beter uitgeruste ES. Alle Intrepids kregen vooraan airbags voor bestuurder en passagier - toen nog ongebruikelijk - en klimaatregeling. Gedurende de vijf jaren dat de eerste Intrepid in productie was veranderde niet veel. Wel kreeg het model in 1994 variabele stuurbekrachtiging en werd ABS standaard voor de ES in 1995. In 1996 kreeg de automatische versnellingsbak een manuele functie bij die AutoStick heette.

## Tweede generatie (1998-2004)

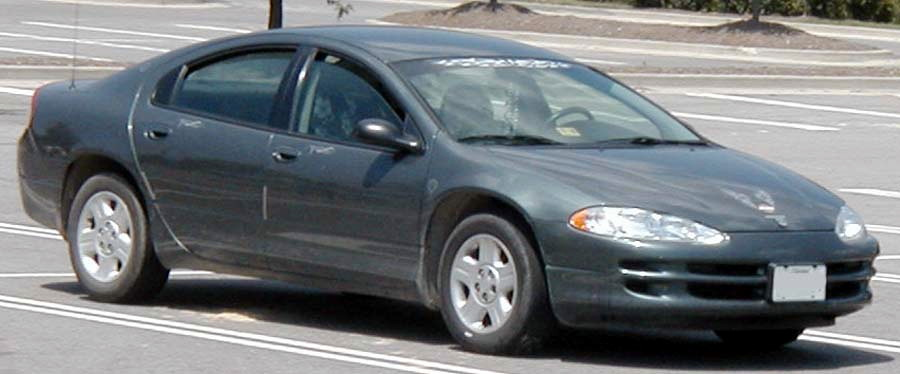
Dodge Intrepid uit 1999-2004.

Voor 1998 werden de LH-modellen volledig herontworpen wat resulteerde in moderne lijnen die destijds sterk geapprecieerd werden. Ook de motoren waren nieuw: een 2,7- en een 3,2 liter V6 die respectievelijk op het basis- en het ES-model standaard waren. Bij het basismodel werden ze verder gekoppeld aan dezelfde 4-trapsautomaat terwijl de ES standaard de AutoStick meekreeg. In 2000 verscheen de nieuwe R/T-variant met een vernieuwde 3,5 liter V6 van nu 242 pk. Ook werd de 3,2 liter nu optioneel voor de ES.

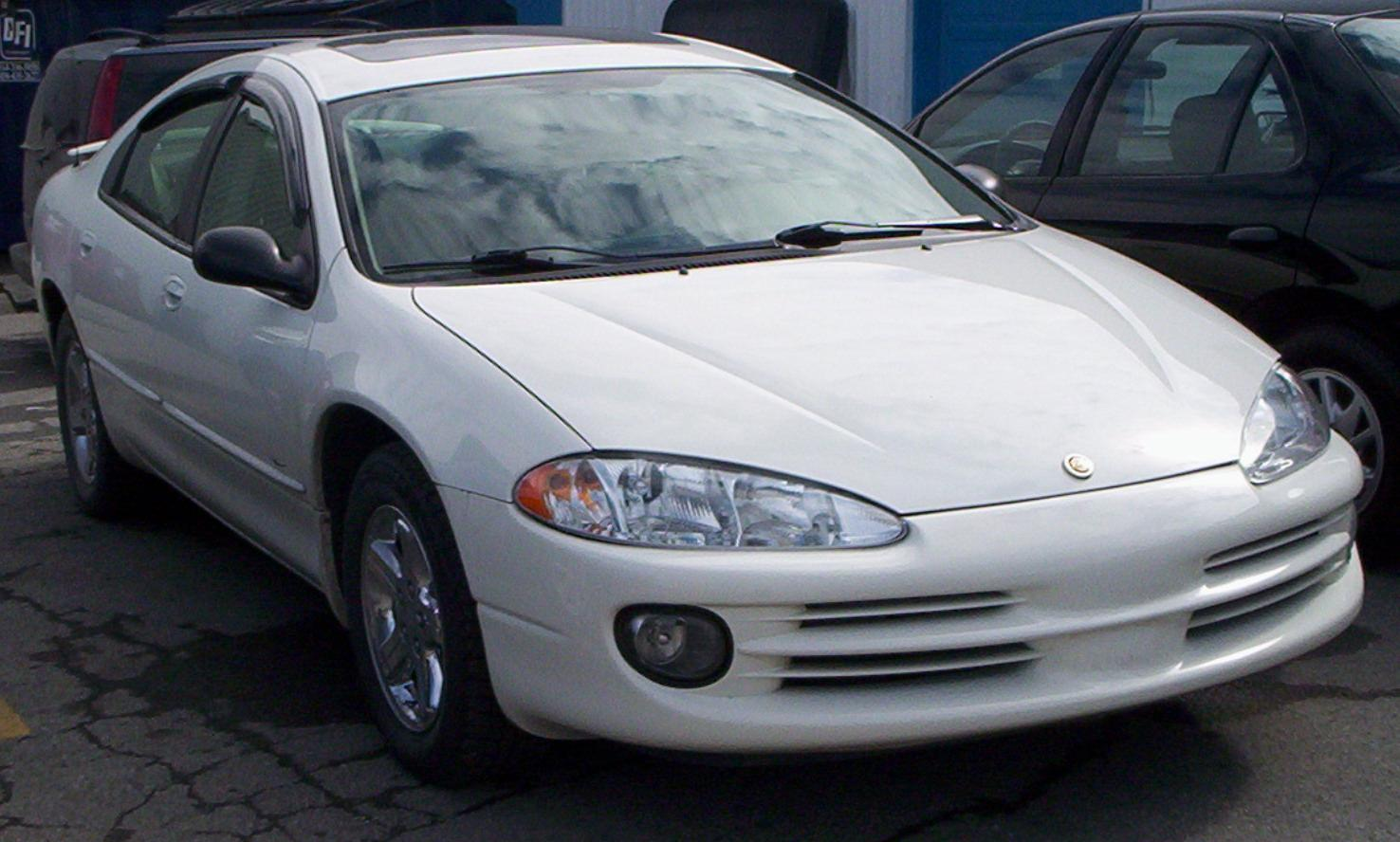
Canadese Chrysler Intrepid uit 2002-4.

In 2001 werd de Intrepid geïntroduceerd in de NASCAR-racerij na een afwezigheid van Chrysler van 16 jaar. De Intrepid was er succesvol en bezorgde Dodge voor het eerst sinds 1977 een overwinning.
In 2003 werd de R/T geschrapt en debuteerde de nieuwe SXT met de 3,5 liter die verbeterd werd tot 250 pk. Intussen begon het eens revolutionaire ontwerp toch te dateren en liepen de verkopen terug. In augustus 2004 werd het model na 12 jaar vervangen door de nieuwe LX-modellen waarbij de Dodge Magnum (2005) en de Dodge Charger (2006).

## Intrepid ESX
In 1993 nam Chrysler deel aan het Partnership for a New Generation of Vehicles van de Amerikaanse overheid samen met General Motors en Ford. Het doel van dit partnerschap was de ontwikkeling van een auto die aan de huidige standaarden beantwoordde maar een verbruik van 80 MPG (2,9 l/100 km) haalde.
Chryslers eerste poging was de Dodge Intrepid ESX I in 1996, een hybride waarvan de ontwikkeling zo'n 3 miljoen USD had gekost. De auto had een 1,8 liter turbodiesel en twee elektrische wielmotoren. Door het veelvuldige gebruik van exotische materialen in de constructie werd de eventuele verkoopprijs geschat op bijna 90.000 USD.
In 1998 volgde een tweede ESX. Deze mybrid (mild hybid omdat hij niet sterk afhankelijk was van de batterij) had twee motoren: een 1,5 l diesel en een elektromotor. De diesel was de hoofdmotor die werd ondersteund door de elektromotor. De auto bereikte een verbruik van ongeveer 3,36 l/100km. Deze keer was de geschatte eenheidsprijs 37.000 USD door het gebruik van goedkope materialen als een koolstofvezel carrosserie.
ESX III verscheen ten slotte in 2003 als een verbetering van de vorige mybrid. Het model had een diesel- en een elektromotor en bereikte een verbruik van 3,27 liter per 100km. Daarnaast woog de auto slechts 1020 kg en was hij voor 80% recycleerbaar. De ESX III had een kostprijs van slechts ongeveer 30.000 USD of zo'n 7500 USD meer dan de Intrepid op benzine.
Intussen voorziet Dodge de introductie van een productiemodel in 2008 of 2009.